# Sergej Lavrov
Sergej Viktorovič Lavrov (rusky Сергей Викторович Лавров; * 21. března 1950, Moskva) je ruský diplomat a politik, ministr zahraničních věcí Ruské federace.

## Život

### SSSR

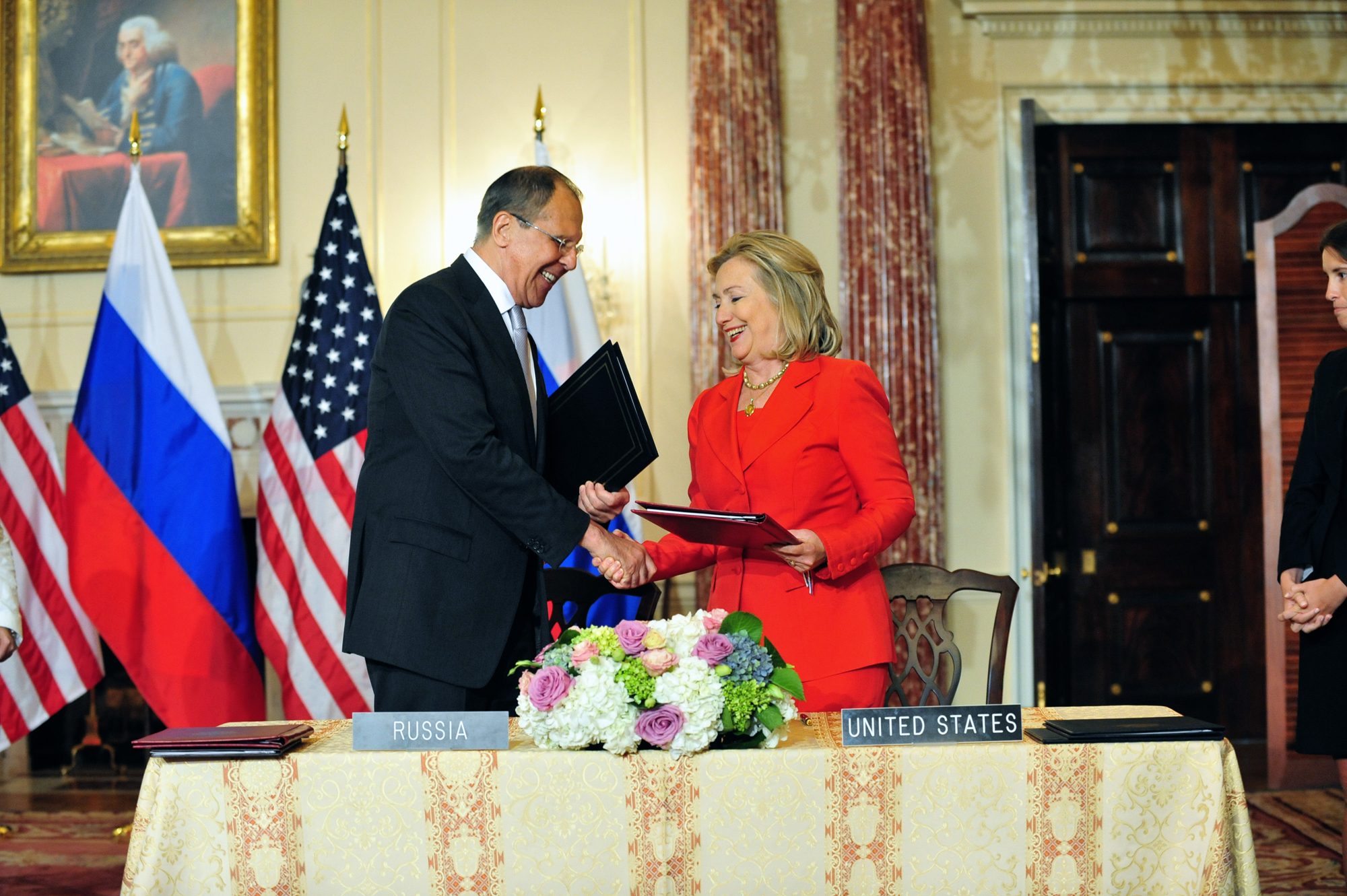
Lavrov a Hillary Clintonová ve Washingtonu v červenci 2011

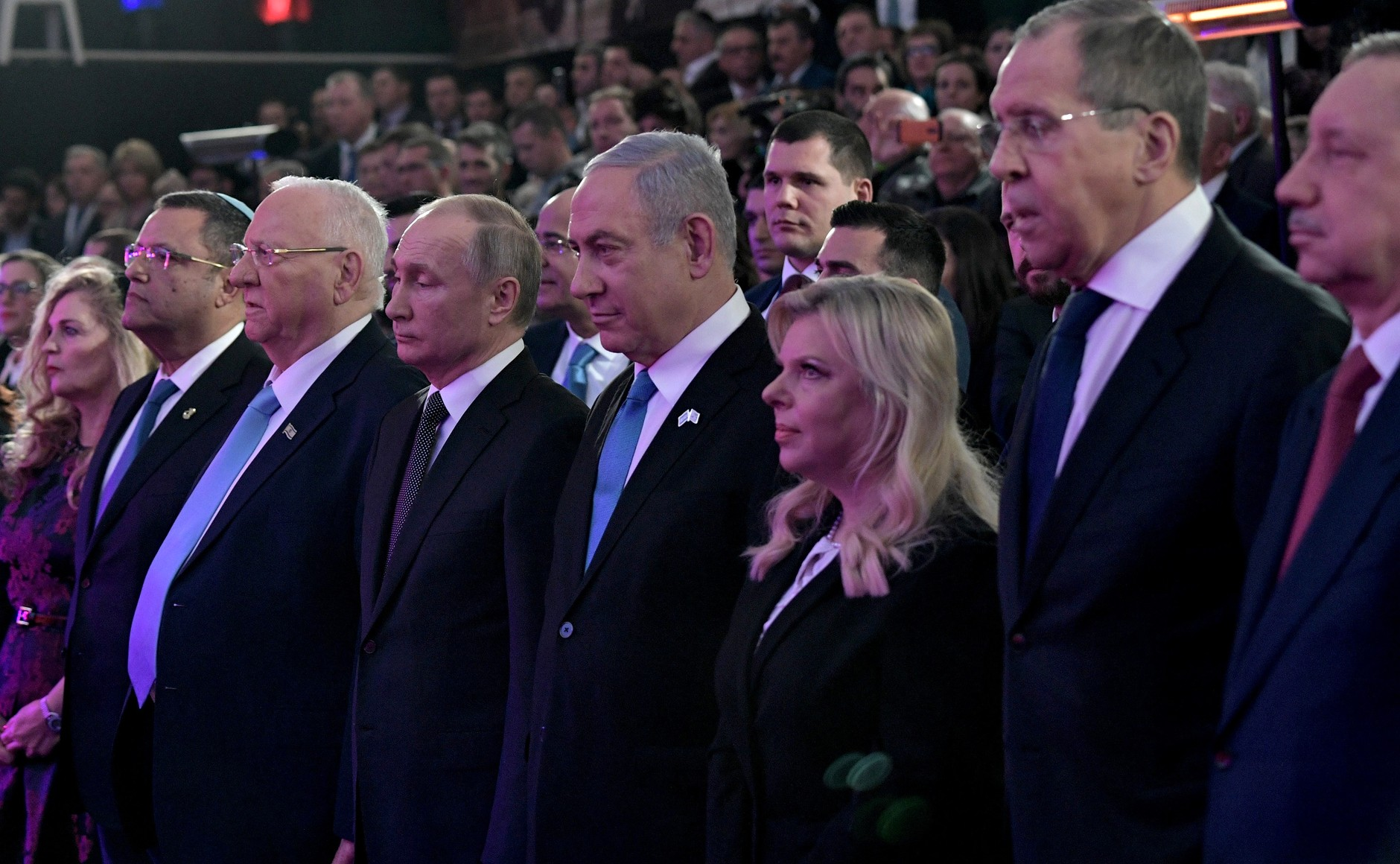
Lavrov, Putin a Netanjahu si v Jeruzalémě připomínají holokaust a osvobození Osvětimi, 23. ledna 2020

Narodil se v Moskvě arménskému otci původem z Tbilisi v Gruzii a ruské matce z Noginska. Příjmení jeho otce bylo původně Kalantaryan. Jeho matka pracovala na sovětském ministerstvu zahraničního obchodu. Lavrov absolvoval střední školu se stříbrnou medailí. V roce 1972 vystudoval Státní institut mezinárodních vztahů v Moskvě.

### Srí Lanka
Poté působil do roku 1976 jako diplomat Sovětského svazu na Srí Lance. Byl zaměstnán na sovětském velvyslanectví rovnou jako diplomatický poradce (hlavně protože už byl specialistou na tuto zemi z dob studií). V této době SSSR a Srí Lanka úzce spolupracovaly na trhu a hospodářství a SSSR zahájil výrobu přírodního kaučuku v zemi. Velvyslanectví SSSR na Srí Lance zaměstnávalo pouze 24 diplomatů. Lavrov dostal za úkol průběžně analyzovat situaci v zemi a působil také jako překladatel, osobní tajemník a asistent Rafiqa Nišonova.

### OSN (Moskva – New York – Moskva)
Po návratu do Moskvy pracoval na ministerstvu zahraničních věcí, jako třetí a druhý tajemník v Sekci mezinárodních ekonomických vztahů SSSR. V roce 1981 byl odeslán k sovětské misi při OSN v New Yorku, kde pracoval do roku 1988. Poté opět do roku 1994 pracoval na ministerstvu zahraničních věcí v Moskvě a znovu byl odeslán ke stálému zastoupení Ruské federace při OSN. V rámci této funkce byl předsedou Rady bezpečnosti OSN v prosinci 1995, červnu 1997, červenci 1998, říjnu 1999, prosinci 2000, dubnu 2002 a červnu 2003.

### Ministr zahraničí

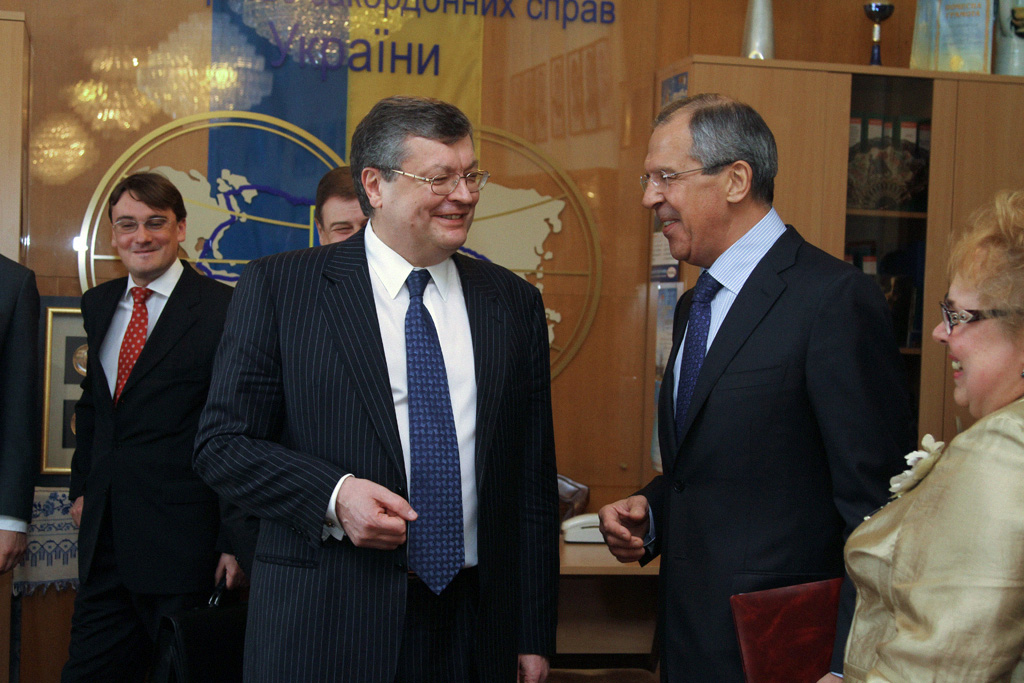
Lavrov a ukrajinský ministr zahraničí Kosťantyn Hryščenko v Kyjevě 10. dubna 2010

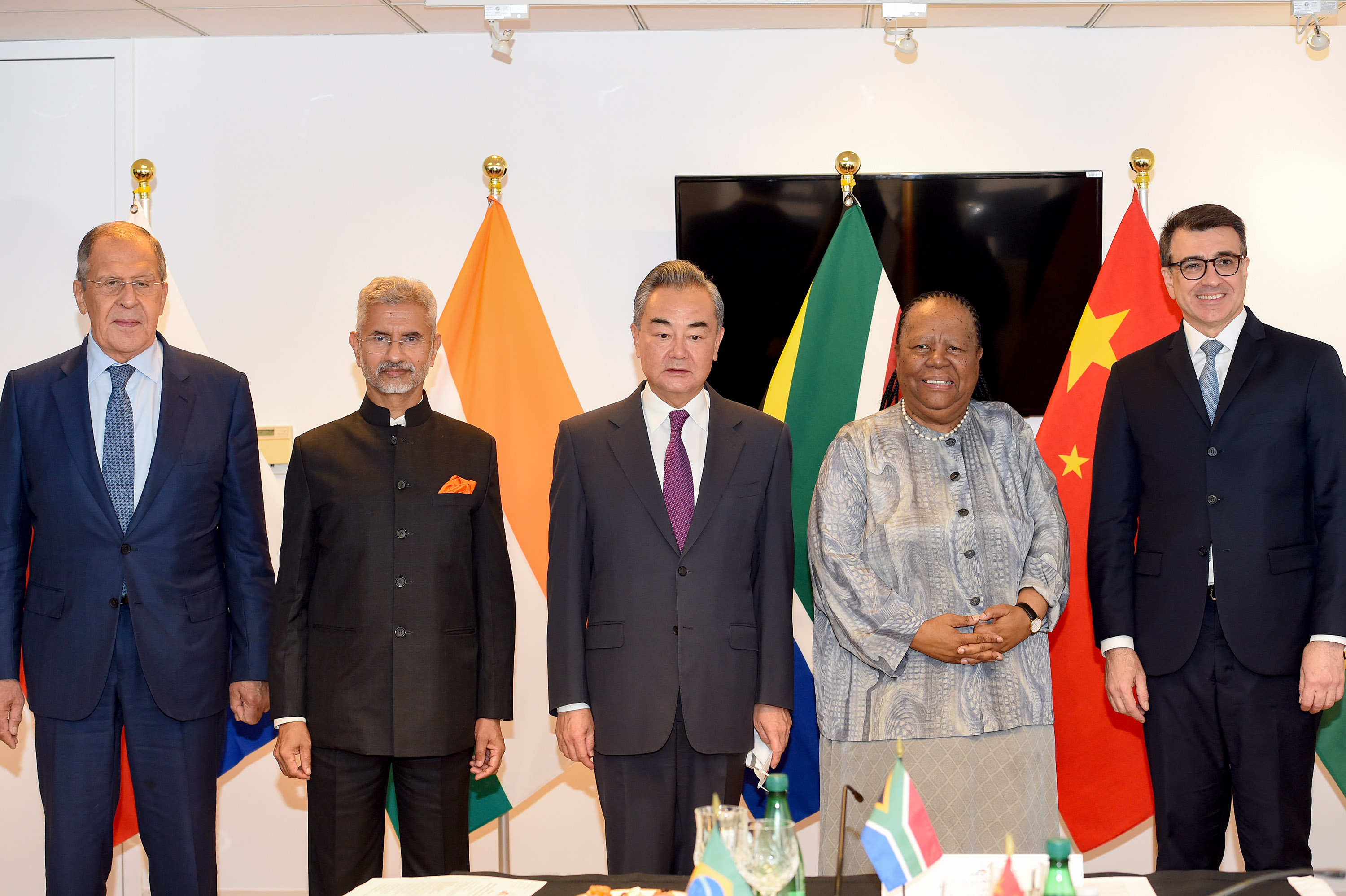
Setkání ministrů zahraničí BRICS (Brazílie, Rusko, Indie, Čína, Jižní Afrika) v New York City dne 22. září 2022

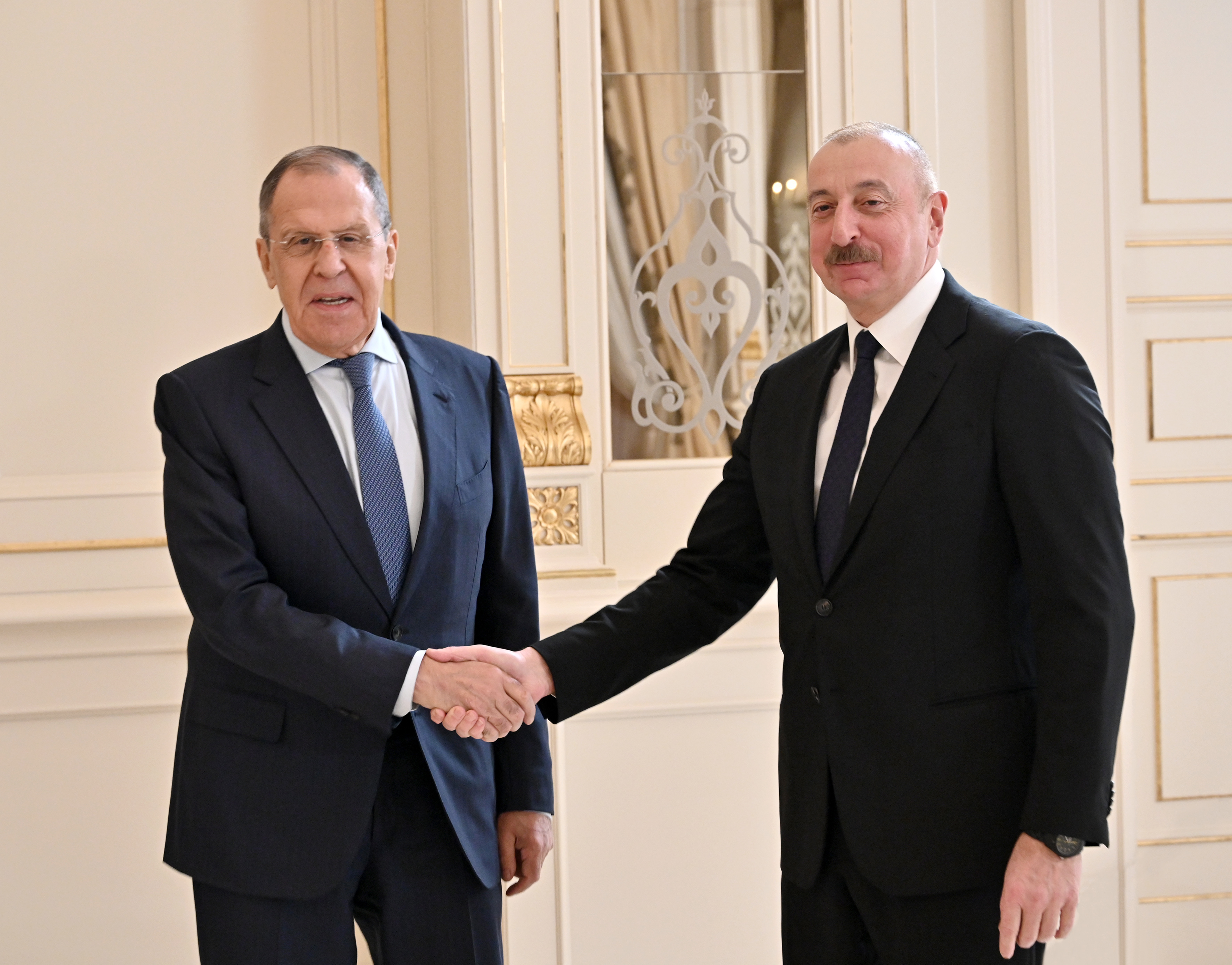
Lavrov s ázerbájdžánskýn prezidentem Ilhamem Alijevem dne 27. února 2023

Prezident Vladimir Putin ho 9. března 2004 jmenoval ministrem zahraničních věcí. Ve funkci nahradil Igora Ivanova. Dne 21. května 2012 byl Lavrov znovu jmenován ministrem zahraničí do kabinetu vedeného premiérem Dmitrijem Medveděvem.
Podle západních diplomatů nemá Lavrov žádný skutečný vliv na ruskou zahraniční politiku a stal se pouhým propagandistou a hlásnou troubou Putina. Podle zdrojů blízkých Kremlu byl Lavrov informován o Putinově plánu napadnout Ukrajinu krátce před invazí.
Dne 28. března 2022 označil vztahy mezi Ruskem a Čínou za nejlepší v celé historii rusko-čínských vztahů. 1. dubna 2022 se setkal s indickým premiérem Narendrou Modim a prohlásil, že Rusko "oceňuje" neutrální postoj Indie k válce na Ukrajině. 6. července 2022 se setkal v Hanoji s vietnamským ministrem zahraničí Bùi Thanh Sơnem. Lavrov označil Vietnam za „klíčového partnera“ Ruska ve skupině zemí ASEAN.
Dne 10. února 2023 po návratu z návštěvy několika afrických států prohlásil, že snahy Západu „izolovat“ Rusko zcela selhaly a Rusko buduje pevnější vztahy se zeměmi v Africe, na Blízkém východě, v Asijsko-pacifickém regionu a v dalších částech světa.

### Rodina a záliby
Lavrov je ženatý a má dceru Jekatěrinu a minimálně jedno vnouče. Rád hraje na kytaru, skládá písně a poezii, sleduje fotbal (CSKA Moskva), pije whisky single-malt. Sportuje, ale přesto je silným kuřákem (Marlboro red).

## Kritika
Lavrov opakovaně kritizoval diskriminaci příslušníků ruskojazyčných menšin v Lotyšsku a Estonsku, kteří mají status tzv. neobčanů, a nazval tento problém „ostudou“ Evropské unie.
Lavrov přirovnal válku slov mezi americkým prezidentem Donaldem Trumpem a severokorejským vůdcem Kim Jong-unem ke rvačce malých dětí v mateřské školce. Podle Lavrova Američané podnikli v roce 2003 invazi do Iráku, i když měli 100% jistotu, že v Iráku nezůstaly žádné zbraně hromadného ničení.
V roce 2017 si Lavrov stěžoval na novelu školského zákona na Ukrajině, který na ukrajinských školách omezuje výuku v jiném než ukrajinském jazyce, a kritizoval také nedostatečnou reakci EU. Podle Lavrova se vláda Petra Porošenka snažila o zničení mnohonárodnostního státu, který na Ukrajině historicky existuje.
V prosinci 2019 byly uvaleny americké sankce na evropské společnosti, které se podílely na stavbě podmořského plynovodu Nord Stream 2, který bude po dně Baltského moře přivádět zemní plyn z Ruska do Německa. Lavrov na to reagoval slovy, že americký Kongres dělá vše co je v jeho silách, aby zničil americko-ruské vztahy.

## Skandály

### V OSN
V Organizaci spojených národů byl Lavrov "vyčnívající" postavou, která často dominovala Radě bezpečnosti svými ostrými poznámkami, drsným humorem, hrubou postavou a jakousi osobností. Např. OSN v roce 2003 zakázala kouření, Lavrov uspořádal svůj vlastní protest, odmítl přestat kouřit a vehementně si stěžoval, že tehdejší generální tajemník Kofi Annan „nevlastní tuto budovu“, a tak mu nemá co zakazovat.
Proslavil se také svými kresbami, kolegové se zvedali ze židle a odcházeli, když jim ukazoval své čmáranice, které rád skicoval během nekonečných debat v OSN.

### Jako ministr zahraničí
Vysoký představitel zahraničněpolitického aparátu bývalého amerického prezidenta George W. Bushe označil Lavrova za „naprostého debila“.
V září 2008 zaujal britský i světový tisk poměrně nediplomatický slovník, který ruský ministr použil v telefonickém rozhovoru s britským ministrem zahraničí Davidem Milibandem. Podle deníku The Daily Telegraph, který ocitoval některé upravené části rozhovoru, byly původní Lavrovovy výroky v rozhovoru natolik vulgární, že je nebylo možné v původním znění publikovat. Lavrov použil mnohokrát především slovo fuck a jeho odvozeniny. Opakované použití tohoto slova ale nepotvrdil ani Miliband. Slovo fuck v rozhovoru patrně zaznělo pouze, když Lavrov označil Saakašviliho jako „f****** šílence“.[zdroj?]
Diplomaté ve svém hodnocení Lavrova mnohem kritičtější a považovali ho za „symbol znovuobnovené násilné zahraniční politiky“ prezidenta Putina. Americká ministryně zahraničí Hillary Clintonová řekla, že Lavrov se k ní během vyjednávání choval velmi hrubě, „nadřazeně nejen jako k ženě“ ale spíše jako k „blbci“.
V únoru 2015 během 51. Mnichovské bezpečnostní konference představil soustředěné názory Ruska na válku na Ukrajině. Podle zdroje jeho výrok „odporuje zákonům logiky a zdravého rozumu“ a vyvolal v sále asi minutový smích.
Podle Aktuálně.cz si Lavrov pověst labilnějšího a agresivního diplomata vybudoval již jako velvyslanec Ruska při OSN.
11. srpna 2015 na oficiálním setkání se saúdskoarabským ministrem zahraničí Adelem al-Jubeirem také použil „nediplomatický slovník“ během jeho projevu na tiskové konferenci. Lavrov řekl tichým hlasem před mikrofonem slovo: „Debil!“

### Zhoršování vztahů

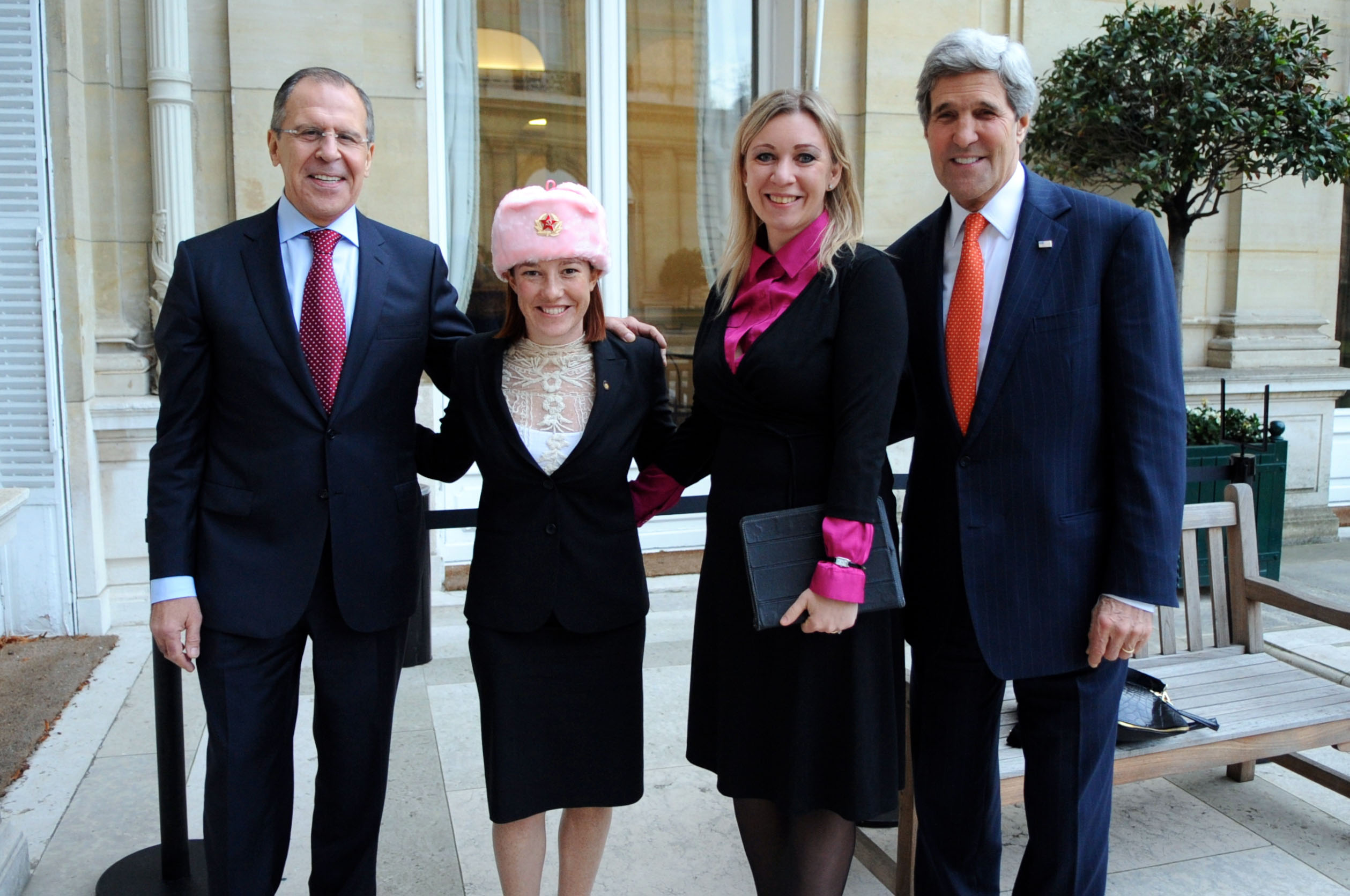
Lavrov, tisková mluvčí ministerstva zahraničních věcí USA Jennifer Psakiová, Marija Zacharovová a John Kerry 13. ledna 2014

Nový americký prezident Barack Obama hlasitě proklamoval svůj záměr „resetovat“ vztahy s Ruskem (které nebyly dobré již z Bushovy éry), bez ohledu na válku v Gruzii.[zdroj?] Lavrov se sešel s Hillary Clintonovou a předali si před novináři tlačítko RESET.[zdroj?] Od té doby se svými kolegy z OSN vycházel. Ovšem na jaře 2011, kdy vypukly revoluce arabského jara a Muammar al-Kaddáfí hrozil rozdrcením vzbouřeného města Benghází, se v něm opět něco zlomilo.[zdroj⁠?!] Rusko zašlo dokonce tak daleko, že se Rusko zdrželo hlasování rezoluci zprostředkovanou Spojenými státy, kterou původně schvalovalo.[zdroj?] Rada bezpečnosti OSN schválila bezletovou zónu na ochranu libyjských civilistů.
Od té doby Lavrov zuřivě obviňuje Američany z návnady a kořisti.[ujasnit] Trvá na tom, že Rusko nikdy nedalo svolení k západní vojenské intervenci, která svrhla Kaddáfího.[zdroj?] O pár měsíců později, v září 2011, Putin oznámil svůj návrat do Kremlu a Lavrov již byl připraven. Američtí představitelé, dodnes nerozumí tomu, co se stalo s Lavrovem v Libyi.[kde?] Byl snad chycen mezi Medveděvem a Putinem, když se snažil zalíbit šéfovi, a pak zjistil, že ten druhý byl šílený? Nebo měl v zákulisí námitky a byl přehlasován? "Jedna věc je jistá, Sergej Lavrov ví, jak využít ruské veto, když chce." uvažoval vysoký americký úředník.
Ať se stalo cokoli, Lavrov příště už například ze Sýrie udělal svou věc. Tentokrát by nedošlo k žádné západní intervenci schválené OSN. Alespoň ne, pokud by tomu mohl pomoci.

### Antisemitismus
Během rozhovoru pro italskou televizi 1. května 2022, v němž se snažil obhajovat ruský útok na Ukrajinu, mimo dalších dezinformací také uvedl, že na Ukrajině vládnou nacisté a nic na tom nemění, že ukrajinský prezident Volodymyr Zelenskyj má židovské předky, protože „Adolf Hitler měl také židovskou krev.“ Toto tvrzení odsoudil izraelský ministr zahraničí Ja'ir Lapid jako „nejhorší projev rasismu.“ Putin se následně za Lavrovova slova Izraeli omluvil a izraelský premiér Naftali Bennett jeho omluvu přijal.
18. ledna 2023 přirovnal pomoc demokratických západních zemí Ukrajině proti ruské agresi k Hitlerově plánu na „konečné řešení židovské otázky“. Tento výrok byl odsouzen Spojenými státy a Evropský židovský kongres Lavrova vyzval, aby jej stáhl a omluvil se za něj.

## Vyznamenání
| Stát       | Stuha | Název                             | Datum udělení    |
| ---------- | ----- | --------------------------------- | ---------------- |
| Arménie    |       | Řád Mesropa Maštoce               | 2010, 19. srpna  |
| Bělorusko  |       | Řád přátelství mezi národy        | 2006             |
| Kazachstán |       | Řád přátelství II. třídy          | 2005             |
| Kazachstán |       | Řád přátelství I. třídy           | 2012             |
| Kyrgyzstán |       | Řád Danaker                       | 2017             |
| Laos       |       | Řád přátelství                    |                  |
| Peru       |       | velkokříž Řádu peruánského slunce | 2007             |
| Rusko      |       | Řád Za zásluhy o vlast I. třídy   | 2015, 21. března |
| Rusko      |       | Řád Za zásluhy o vlast II. třídy  | 2010             |
| Rusko      |       | Řád Za zásluhy o vlast III. třídy | 2005, 21. března |
| Rusko      |       | Řád Za zásluhy o vlast IV. třídy  | 1998, 12. května |
| Rusko      |       | Řád cti                           | 1996, 21. června |
| San Marino |       | velkokříž Řádu svaté Agáty        | 2019             |
| Vietnam    |       | Řád přátelství                    | 2009             |